# Pipistrellus westralis
Pipistrellus westralis — вид роду нетопирів.

## Середовище проживання
Країни проживання: Австралія (Північна Територія, Квінсленд, Західна Австралія). Цей вид пов'язаний насамперед з мангровими місцях проживання, але він також зустрічається в сусідніх заростях і в прибережних лісах.

## Загрози та охорона
Здається, немає серйозних загроз для цього виду. Цей вид присутній в багатьох природоохоронних територіях.